# Sbor dobrovolných hasičů Třibřichy

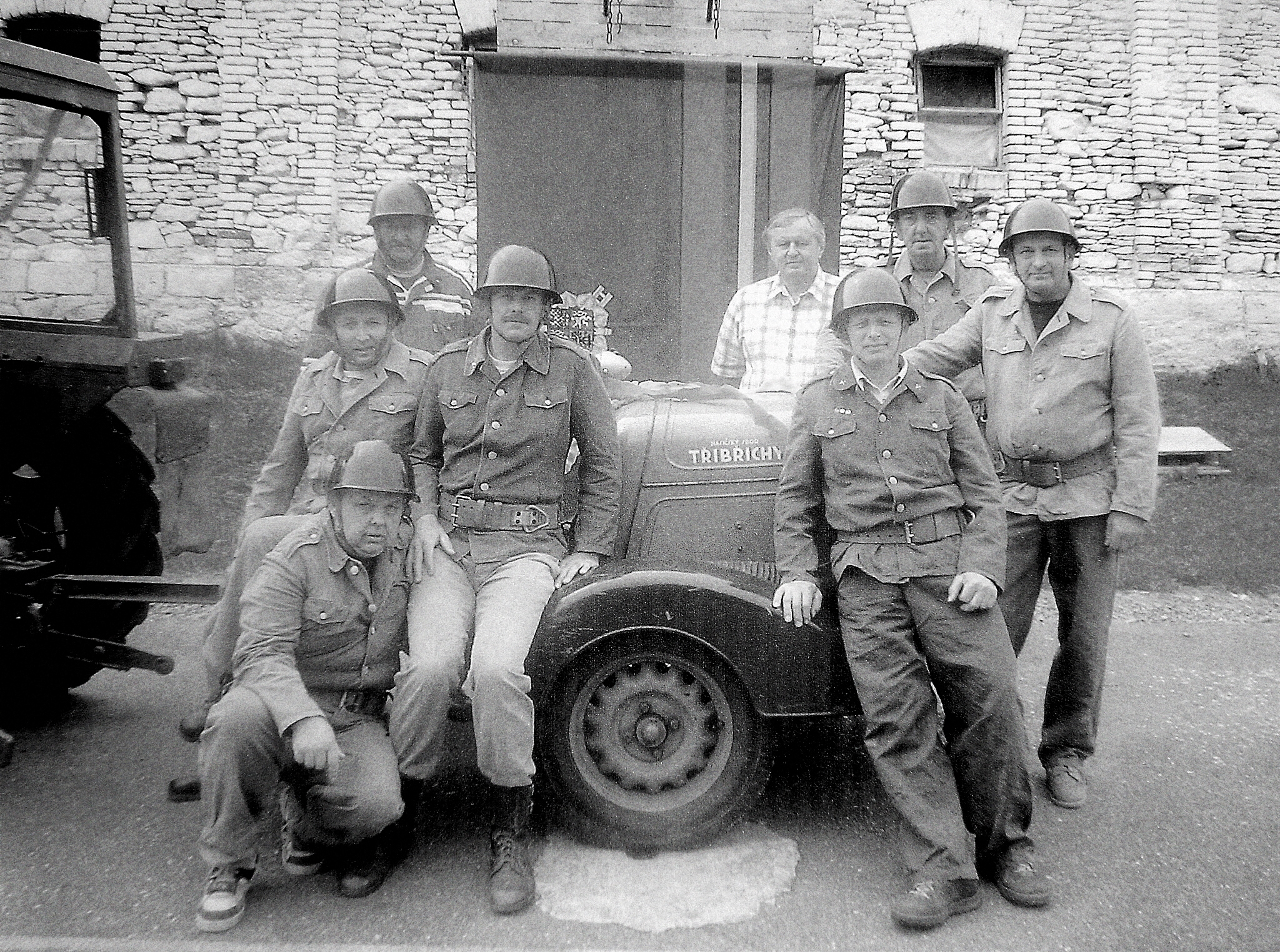
Fotografie z roku 1965 zachycující členy sboru při 115. výročí založení

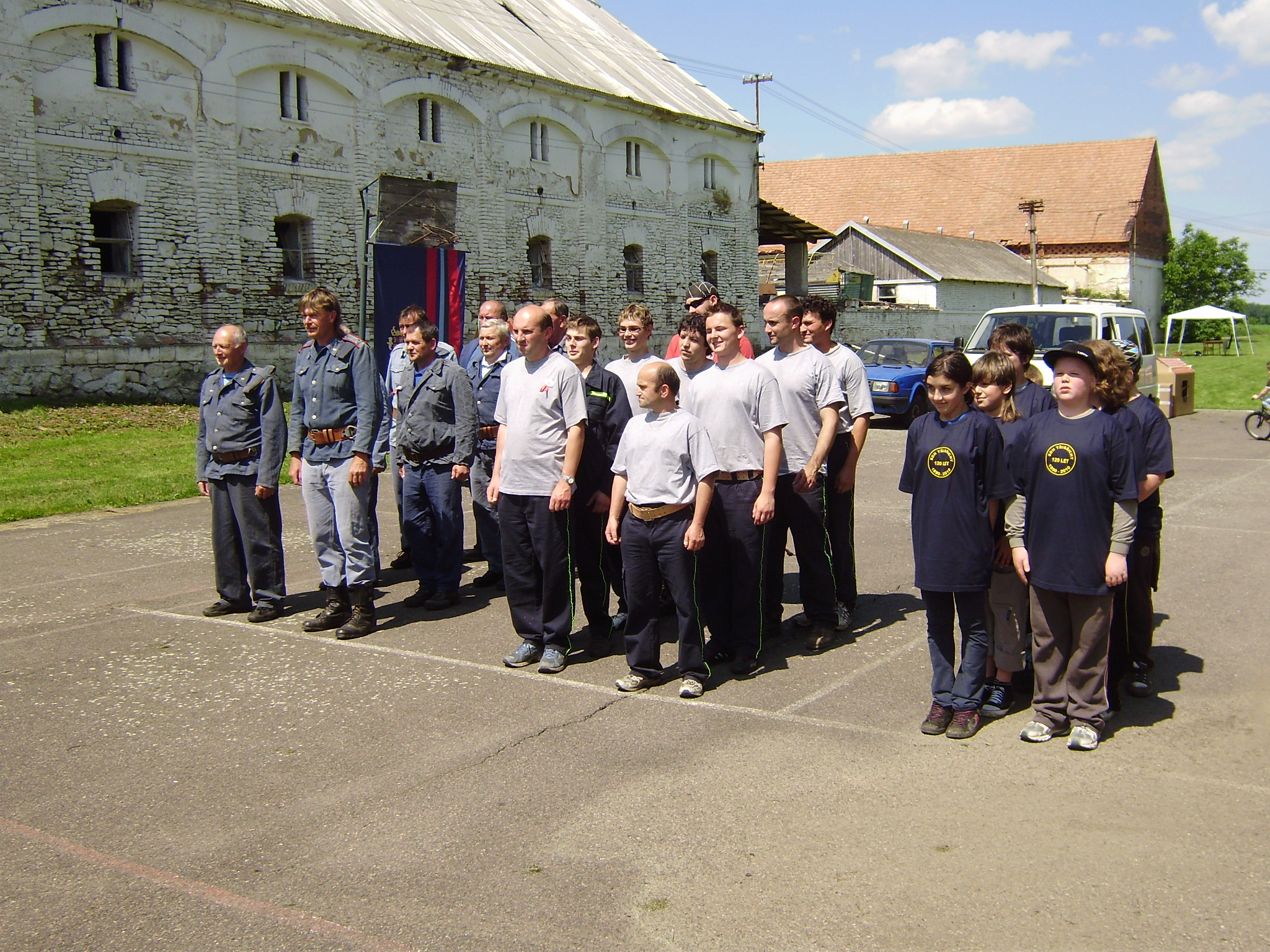
Sbor při 120. výročí v roce 2010

Sbor dobrovolných hasičů Třibřichy je dobrovolným hasičským sborem a společenskou organizací v obci Třibřichy, vytvořenou v roce 1850.

## Historie
Sbor dobrovolných hasičů v září roku 1890[ujasnit] založili:
- Starosta – Josef Židek
- Členové obecního výboru – Josef Michálek, Čeněk Kučera, Antonín Kučera
- Prozatímní velitel – Alois Kučera
- Prozatímní zapisovatel – Adolf Mikura

Během dalších let se ve výboru prosadili další členové sboru. 
První stříkačku dostal sbor až v roce 1940. Stříkačce se dodnes říká „Máňa“ (přesný název PS 8). Používá se stříkačka PS 12. Ta slouží pří soutěžích, obecních akcích a živelních katastrofách.
Poslední výjezd, kdy se použila i stříkačka sboru, bylo pondělí 30. května 2005, kdy část obce Rozhovice byla zatopena přívalem krup a vody. Po zavolání okamžitě přijelo družstvo hasičů z Třibřich, ale i mnoho dalších sborů dobrovolných hasičů, které odsávali vodu ze sklepů, studní, ale i přímo z bytů a dále pomáhali s úklidem bahna a nečistot.
V roce 2008 byl zakoupen vůz Volkswagen Transporter od Policie České republiky. Automobil se využívá pro převoz hasičů. Sbor během celého roku koná spoustu akcí (Posvícenská zábava, Mikulášská nadílka, Dětský den, atd.)
Dnes má i tento sbor svoji zbrojnici. Po bývalé škole z jedné třídy se vytvořila klubovna pro sbor. Zde se také schází každý pátek mladí hasiči.
K 6. lednu 2012 bylo registrováno ve sboru 57. členů z toho mladých hasičů je 12 a dospělých 45. V roce 2013 bylo členů 72.
Kronika od založení sboru se nachází v archivu Obecního úřadu Třibřichy.

## Mladí hasiči
Sbor založil kroužek mladých hasičů dne 1. 5. 2005. Na první den přišlo mnoho dětí do 15 let. V květnu a v říjnu jezdí děti na závody  Hry PLAMEN. Během jara a podzimu jezdí na požární útoky. V létě se po závodech nejezdí. Na konci léta se každý rok jezdí na 3 denní výlet. V zimě mají děti pauzu. Během roku pomáhají při různých akcí a brigád. K roku 2012 dochází do kroužku 20 dětí + 3 vedoucí. V roce 2012 bylo založeno mladší družstvo dětí od 6 do 11 let.